# Pengbu (köpinghuvudort i Kina, Zhejiang Sheng, lat 30,29, long 120,22)
Pengbu är en köpinghuvudort i Kina. Den ligger i provinsen Zhejiang, i den östra delen av landet, nära eller i provinshuvudstaden Hangzhou. Antalet invånare är 150 972. Befolkningen består av 69 888 kvinnor och 81 084 män. Barn under 15 år utgör 8,0 %, vuxna 15-64 år 88 %, och äldre över 65 år 2,0 %.
Runt Pengbu är det mycket tätbefolkat, med 1 463 invånare per kvadratkilometer. Närmaste större samhälle är Hangzhou, 5,6 km väster om Pengbu. Runt Pengbu är det i huvudsak tätbebyggt.
Genomsnittlig årsnederbörd är 1 869 millimeter. Den regnigaste månaden är juni, med i genomsnitt 328 mm nederbörd, och den torraste är november, med 74 mm nederbörd.